# Eburia ribardoi
Eburia ribardoi är en skalbaggsart som beskrevs av Noguera 2002. Eburia ribardoi ingår i släktet Eburia och familjen långhorningar. Inga underarter finns listade i Catalogue of Life.